# Sphaerowithius saegeri
Espèce
Synonymes
- Nannowithius saegeri Beier, 1972

Sphaerowithius saegeri est une espèce de pseudoscorpions de la famille des Withiidae.

## Distribution
Cette espèce est endémique du Haut-Uele au Congo-Kinshasa. Elle se rencontre dans le parc national de la Garamba.

## Publication originale
- Beier, 1972 : Pseudoscorpionidea aus dem Parc National Garamba. Exploration du Parc National de la Garamba Mission H de Saeger, vol. 56, no 1, p. 2-19.